# Połoń
Połoń (kurp. Połóń) – wieś położona w województwie mazowieckim, w powiecie przasnyskim, w gminie Jednorożec. Ma status sołectwa. 

## Wiadomości ogólne

### Nazwa
Nazwa Połoń może wywodzić się od jałowych i nieurodzajnych piasków, jak również leśnych halizn – terenów pozbawionych drzewostanu. Płonny to jałowy, ale też leśny (nie domowy) i pusty (nie zarośnięty).

### Zmiany administracyjne
Połoń była wsią położoną w starostwie ciechanowskim, od 1576 w starostwie przasnyskim. Oba leżały w ziemi ciechanowskiej i województwie mazowieckim. Z III rozbiorem teren trafił do Prus Nowowschodnich (departament płocki, powiat przasnyski). Odtąd Połoń była częścią dóbr rządowych. Około 1800 Prusacy zlikwidowali starostwo przasnyskie, tworząc Ekonomię Przasnysz. W jej skład wchodziła m.in. wieś Połoń. Po powstaniu Księstwa Warszawskiego była częścią departamentu płockiego i powiatu przasnyskiego. W Królestwie Polskim włączono ją do województwa płockiego, obwodu przasnyskiego i powiatu przasnyskiego. W 1837 województwa przemianowano na gubernie, w 1842 obwody na powiaty, a powiaty na okręgi sądowe. Od 1867 Połoń włączono do gminy Jednorożec, powiatu przasnyskiego i guberni płockiej. Od 1919 wieś należała do powiatu przasnyskiego w województwie warszawskim. W 1933 w obrębie gmin wydzielono gromady. Połoń stanowiła osobną gromadę. Z dniem 1 listopada 1939 do III Rzeszy wcielono północną część województwa warszawskiego, w tym powiat przasnyski i wieś Połoń jako część Rejencji Ciechanowskiej w prowincji Prusy Wschodnie. Gdy w 1944 przywrócono przedwojenną administrację, Połoń należała do powiatu przasnyskiego i województwa warszawskiego. W 1954 zlikwidowano gminy i zastąpiono je gromadami. Połoń włączono do gromady Połoń. W 1959 gromadę w Połoni zniesiono. W 1973 przywrócono istnienie gminy Jednorożec, do której przypisano wieś Połoń. W latach 1975–1998 miejscowość administracyjnie należała do województwa ostrołęckiego. Od 1999 Połoń znajduje się w gminie Jednorożec w powiecie przasnyskim i województwie mazowieckim.

### Części wsi
W użyciu są nazwy miejscowe określające części wsi: Borki i Plany.

## Historia
W granicach administracyjnych wsi odnaleziono ślad osadnictwa z epoki brązu oraz kilka osad z XIV–XV wieku.
Połoń powstała zapewne na początku XVI wieku jako wioska książęca w starostwie ciechanowskim. W 1526 notujemy nadanie dokonane przez księżną Annę na rzecz Piotra Plusqusa. Otrzymał młyn Slepa Ruda obok Chorzel. Do naprawy młyna księżna skierowała mieszkańców miejscowości Lipa, Szla, Połoń i Chorzele. Kmiecie zobowiązani byli mleć zboże w tym młynie. Do dziś w Chorzelach jest ulica Ruda (dawniej Ślepa Ruda). Do 1551, zanim powstała parafia w Chorzelach, Połoń należała do parafii Krzynowłoga Wielka.
W lustracji dóbr królewskich z 1565 czytamy o Puszczy Mazuch, na obrzeżach której znajdowała się Połomia. Została założona na 19,5 włókach. Grunty były piaszczyste. Pola uprawiano za pomocą trójpolówki. Trzy włóki przydzielono wójtowi. Pozostałą ziemię nadano 30 kmieciom. Na rzecz starostwa w dniu św. Marcina (11 listopada) płacili 35 groszy czynszu rocznie od włóki. Zwolniono ich z daniny w postaci owsa, gęsi, kapłonów i jajek. Natomiast w każdą Wielkanoc mieli oddawać po dwa jarząbki z włóki. W zakresie renty odrobkowej ustalono, że kmiecie mieli odrabiać po jednym dniu w tygodniu z włóki ze sprzężajem, latem zaś 2 dni. Mieli pracować przy sianie i żniwach. Kmiecie nie świadczyli innych posług, jak tłoka, przewodu i stróży. Mieli nieco łąk, ale lustracja nie podaje ich powierzchni. Dziesięcina ze wsi oddawana była biskupstwu płockiemu. Wieś była zorganizowana, podobnie jak pobliska Lipa albo Małowidz, na prawie niemieckim, które było korzystniejsze gospodarczo od prawa polskiego. W 1567 we wsi mieszkało 2 kołodziejów.
Od 1567 Połoń została włączona do starostwa niegrodowego w Przasnyszu. W 1605 król Zygmunt III Waza, borykając się z trudnościami finansowymi, wyłączył wsie Połoń i Małowidz ze starostwa i oddał je w dzierżawę Szymonowi Dzikowskiemu jako dzierżawa Małowidz. Dzikowski przekazał dzierżawę Jakubowi Goraszewskiemu, a ten w 1608 dworzaninowi królewskiemu Janowi Przeradowskiemu. Ponieważ nadal Połoń była królewszczyzną, w 1617 przeprowadzono lustrację wsi. Ani powierzchnia wsi, ani obciążenia kmieci nie zmieniły się, jednak chłopi uprawiali tylko 9 włók ziemi. Pozostałe 7,5 włóki leżało odłogiem. W 1633 dzierżawa małowidzka stała się własnością rodziny Krasińskich. Została przyłączona do wójtostwa w Przasnyszu, które już wcześniej należało do Krasińskich. 
W lustracji dóbr królewskich z 1661 czytamy, że z kmiecych włók tylko 2 były uprawiane. Z nich kmiecie płacili czynsz. Na zubożenie wioski wpływ miał potop szwedzki.
14 grudnia 1762 Angela Humięcka scedowała na Kazimierza Krasińskiego i jego żonę Eustachię z Potockich starostwo przasnyskie, wójtostwo przasnyskie i dzierżawę w Dobrzankowie. Wójtostwo obejmowało m.in. wieś Połoń. Wcześniej, przed zmarłym mężem Humięckiej, Stanisławem Antonim Krasińskim, starostwo od 1663 należało do Jana Błażeja Krasińskiego.
Według akt wizytacji parafii Chorzele z 1781 w Połoni było 21 domów mieszkalnych. W lustracji z 1789 zapisano, że w Połoni mieszkało 23 gospodarzy osiadłych: jeden na włóce, część na półwłóczkach, inni na ćwierci półwłóczków. Grunta były piaszczyste i błotniste. Mieszkańcy odrabiali pańszczyznę w folwarkach w starostwie przasnyskim (na orkę 55 dni, 55 dni do wożenia snopków i gnoju, do koszenia łąk 27,5 dnia, do żniw 62 dni, do młócki 55 dni). Dawali też 9 podwód. Płacili łącznie 134 złote polskie i 22,5 grosza czynszu oraz zagonowe. Na przełomie 1799 i 1800 we wsi notowano 32 domy.
W 1815 we wsi stały 32 domy, które zamieszkiwało 165 osób (86 mężczyzn i 79 kobiety). W 1816 w pobliżu wsi otwarto kopalnię bursztynu. W 1827 we wsi istniały 33 domy, w których mieszkało 207 osób.
Na suchej bartnej sośnie, która do dziś stoi przy drodze Jednorożec–Chorzele (między Małowidzem a Połonią), Rosjanie wieszali powstańców styczniowych. Drzewo jako miejsce wymierzania kar i śmierci wykorzystywali Rosjanie podczas rewolucji 1905 oraz Niemcy podczas okupacji w czasie I i II wojny światowej.
Po 1864 przeprowadzono uwłaszczenie i ziemia została rozparcelowana między chłopów. W Słowniku geograficznym Królestwa Polskiego i innych krajów słowiańskich wydanym w 1887 zamieszczono informację, że wieś liczyła 51 domów, 319 mieszkańców, 1 194 morgi obszaru, w tem 60 mórg nieużytków. Taką samą liczbę domów podają mapy z 1914 i 1921.

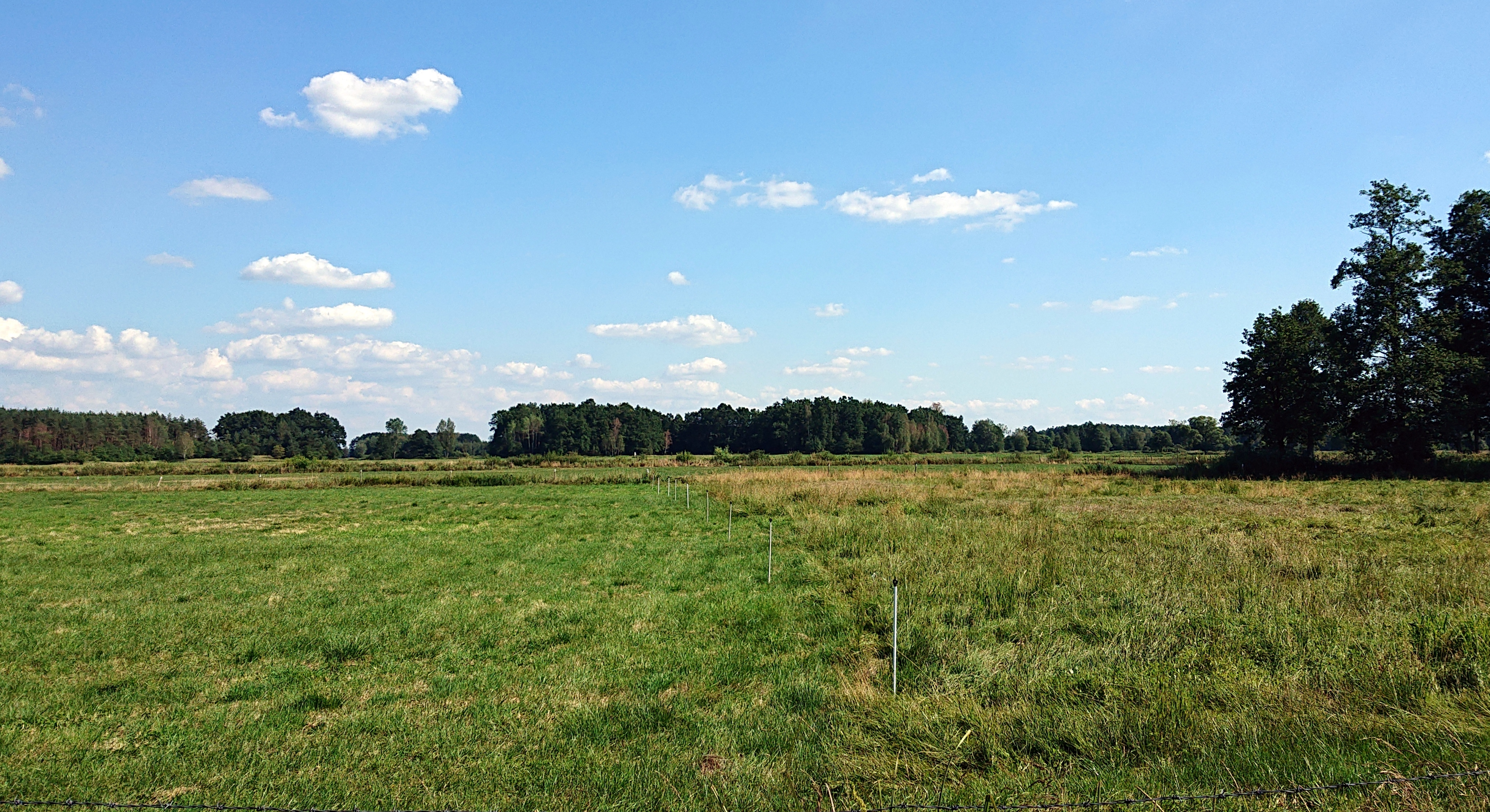
Wzgórze Byk (dawna wyspa na Orzycu) niedaleko wsi

W czasie I wojny światowej w pobliżu wsi przebiegał front wschodni. W 1915 w Połoni stacjonowały wojska niemieckie.
Według spisu powszechnego z 1921 we wsi istniało 71 domów, w których mieszkało 417 osób, w tym 2 Żydów. Sklep spożywczy prowadził Leon Aleksiej. Firmę zarejestrował w 1928. Był też sklep prowadzony przez Żyda Małkę Walkmana. Na początku lat 30. XX wieku liczba domów spadła do 58. W latach 30. XX wieku przeprowadzono komasację gruntów oraz regulację rzeki Orzyc.
We wsi działała jednoklasowa szkoła. W roku szkolnym 1925/1926 w jednej wynajętej sali o powierzchni 25 m² uczyły się 63 dzieci. Pracował tu jeden nauczyciel. W roku szkolnym 1930/1931 w Połoni nie notowano szkoły.

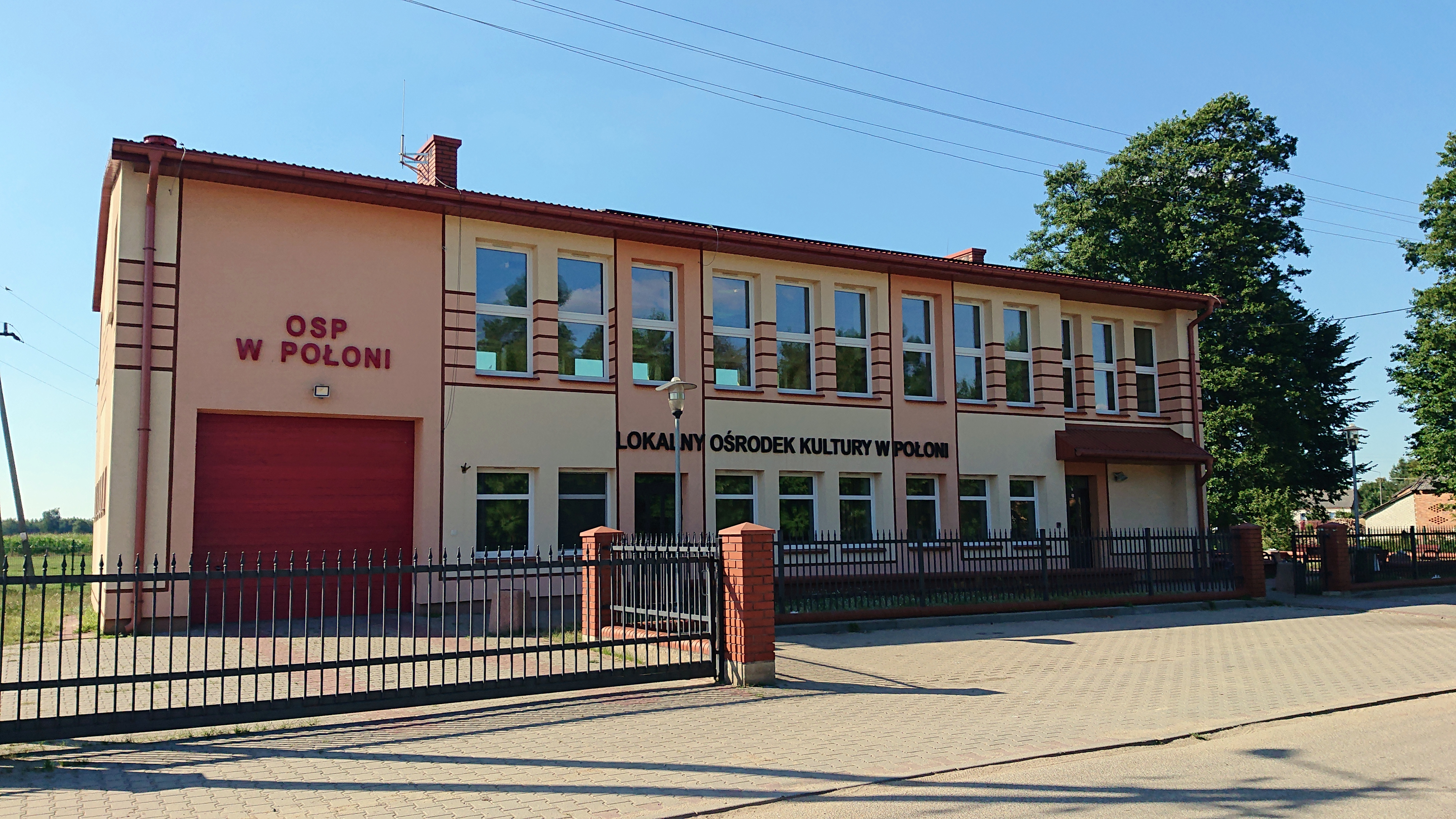
Remiza Ochotniczej Straży Pożarnej i Lokalny Ośrodek Kultury

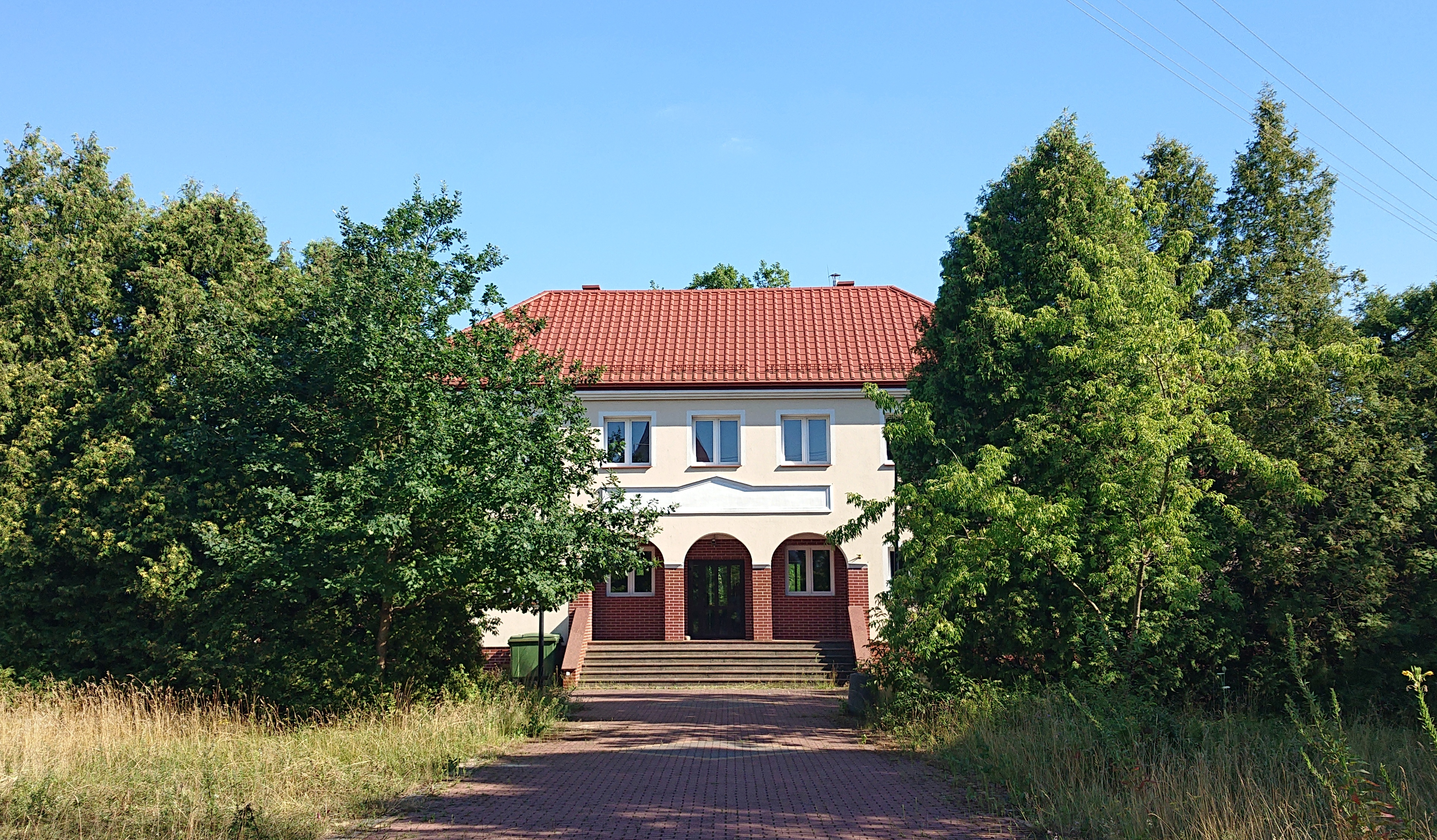
Budynek szkoły

W latach 1937–1939 (do sierpnia) wójtem gminy Jednorożec był Władysław Antosiak z Połoni, członek PSL „Wyzwolenie”.
W czasie II wojny światowej na wyspie Byk w widłach Orzyca, położonej w pobliżu Połoni, czasowo ukrywał się oddział Armii Krajowej „Łowcy”. Miejsce jako kryjówkę wykorzystywali powstańcy styczniowi. W 1943 w ramach Ośrodka II „Liwiec” w Jednorożcu z siedzibą w Małowidzu powstał Pluton VI Połoń. Dowódcą jednostki Armii Krajowej z Połoni był Mirosław Tański ps. Bury, a później Stanisław Białczak z Małowidza.
Na dzień 1 września 1939 we wsi mieszkały 533 osoby. W dniu 1 stycznia 1945 liczebność mieszkańców określono na 612 osób.
W 1947 wieś zajmowała powierzchnię 638,77 ha i liczyła 521 osób. Między 1945 a 1965 część mieszkańców wyemigrowała na tzw. Ziemie Odzyskane, m.in. w Słupskie.
W czerwcu 1977 otwarto remizę strażacką. Zbudowano ją w ramach czynu społecznego. Wcześniej rozebrano drewnianą remizę, którą postawiono po powołaniu w Połoni Ochotniczej Straży Pożarnej. Jednostka powstała w 1949 przy wsparciu Pietrzaka z Ulatowa-Pogorzeli. W remizie, najpierw drewnianej, potem murowanej, odbywały się szkolenia, zebrania, zabawy wiejskie, projekcje filmowe i wesela. Działanie jednostki finansowano m.in. z zysku za bilety na przedstawienia wystawiane w Połoni, np. prezentację wesela kurpiowskiego. Spektakle pokazywano też w innych wsiach.
W 1947 we wsi istniała szkoła pierwszego stopnia. Po 1951 wybudowano murowaną szkołę z gankiem z podcieniami. W roku szkolnym 1973/1974 ośmioklasowa szkoła w Połoni kształciła 127 osób. Funkcjonowała do 2011 i została zamknięta z powodu zbyt małej liczby dzieci. W 1993 zamknięto przedszkole w Połoni.
W pierwszej połowie lat 70. XX wieku Gminna Spółdzielnia „Samopomoc Chłopska” w Jednorożcu założyła w Połoni sklep spożywczo-przemysłowy, który istnieje do dziś.

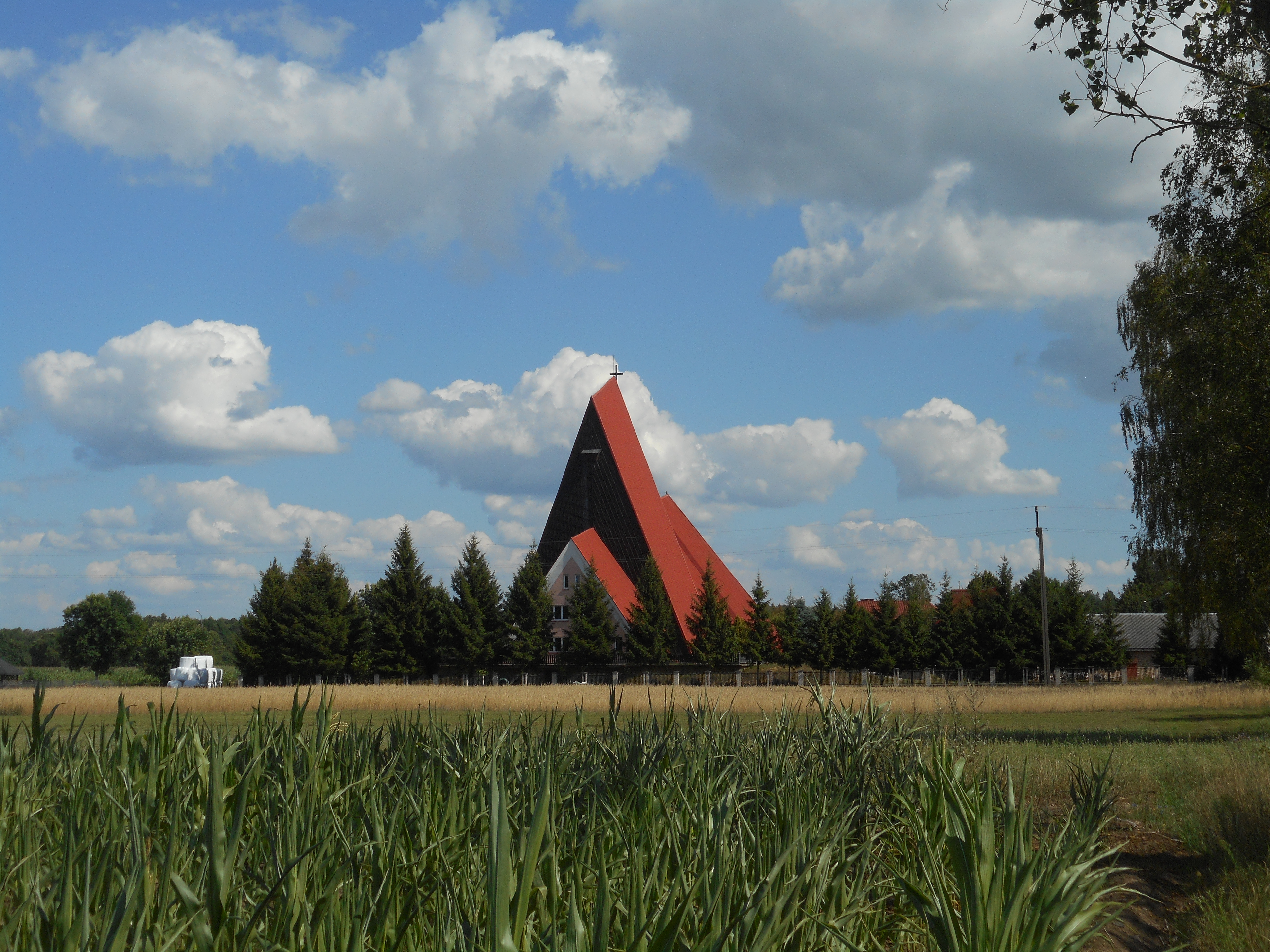
Kościół parafialny

## Współcześnie
W 2002 w Połoni notowano 114 gospodarstw domowych. Na dzień 25 listopada 2011 we wsi notowano 340 osób: 159 kobiet i 181 mężczyzn. Na dzień 31 grudnia 2014 wieś zamieszkiwało 66 osób w wieku przedprodukcyjnym, 200 w wieku produkcyjnym i 64 w wieku poprodukcyjnym, łącznie 330 osób. Sołtysem sołectwa Połoń jest Józef Deptuła.
Od 1994 miejscowość jest siedzibą parafii rzymskokatolickiej Zmartwychwstałego Chrystusa, należącej do metropolii białostockiej, diecezji łomżyńskiej i dekanatu Chorzele. Połoń wydzielono z parafii Chorzele.
Zachowały się drewniane domy, niektóre z międzywojnia. Są wpisane do gminnej ewidencji zabytków. W granicach administracyjnych wsi znajduje się kilkanaście przykładów małej architektury sakralnej: krzyży przydrożnych, kapliczek i figur. Najcenniejsza jest figura św. Jana Nepomucena. Reprezentuje typ Nepomuków charakterystyczny dla zachodniej Kurpiowszczyzny: ludowe przedstawienia ciosane z drewna jako statyczna figura ustawiona na wysokim słupie (Olszewka, Małowidz, Budki, dawniej także Żelazna).
Od 2018 we wsi działa Koło Gospodyń Wiejskich.
Wieś jest współcześnie uważana za pogranicze Kurpi Zielonych. Przez niektórych badaczy była klasyfikowana jako kurpiowska. Częściowo przyjęto tu wzorce kulturowe Kurpiów jak np. stroje kurpiowskie i tradycje weselne. W 1914 Aleksander Maciesza, badając Kurpiów z Puszczy Zielonej, zajmował się też osobami urodzonymi w Połoni. W zbiorach Instytutu Sztuki Polskiej Akademii Nauk przechowywane są nagrania pieśni wykonanych w latach 50. XX wieku przez kobiety z Połoni: Mariannę Kuczyńską, Eleonorę Antosiak, Danutę Antosiak i Antoninę Kardaś, jak również nagrania harmonisty Andrzeja Ossowskiego.

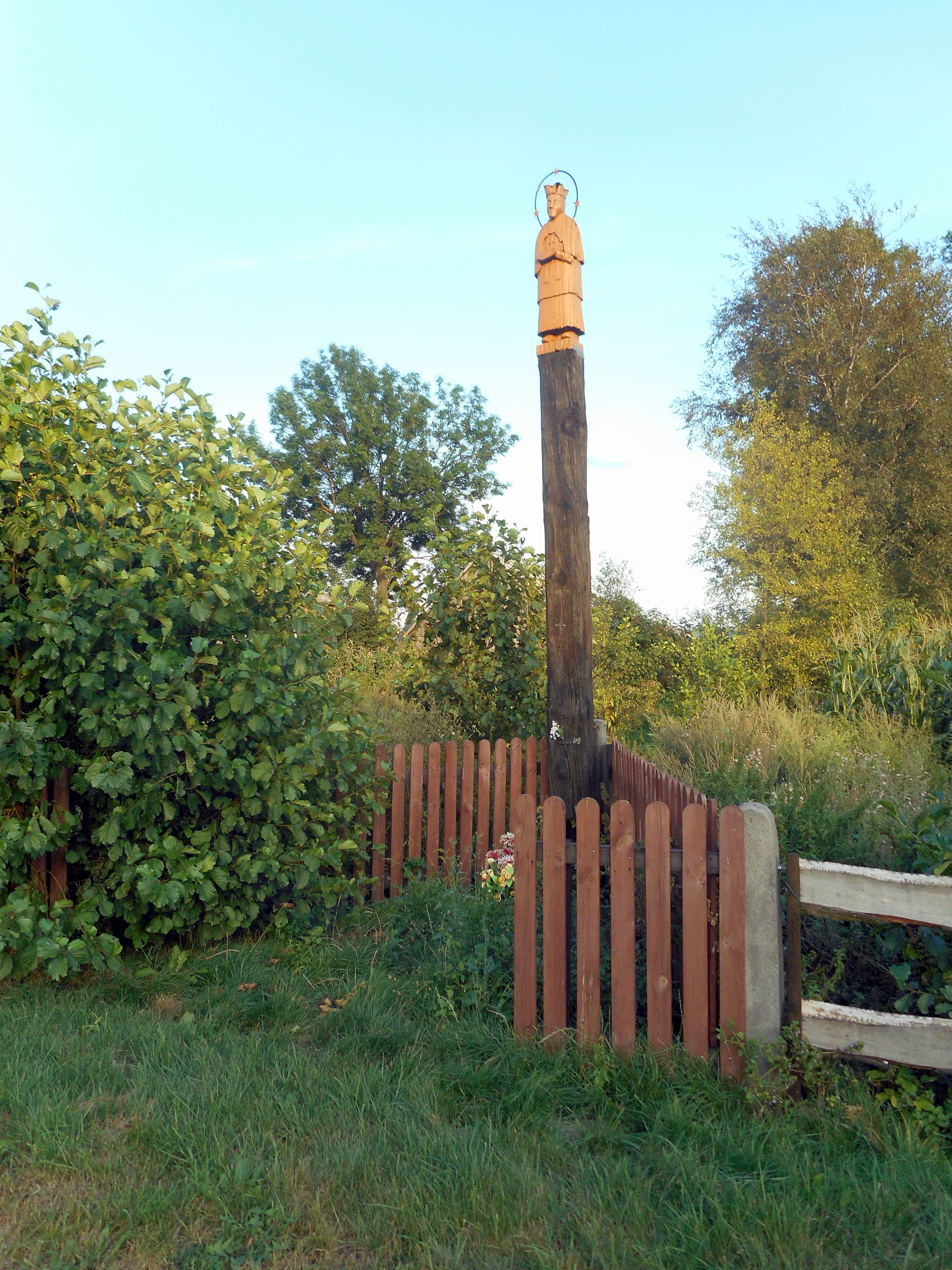
Figura św. Jana Nepomucena
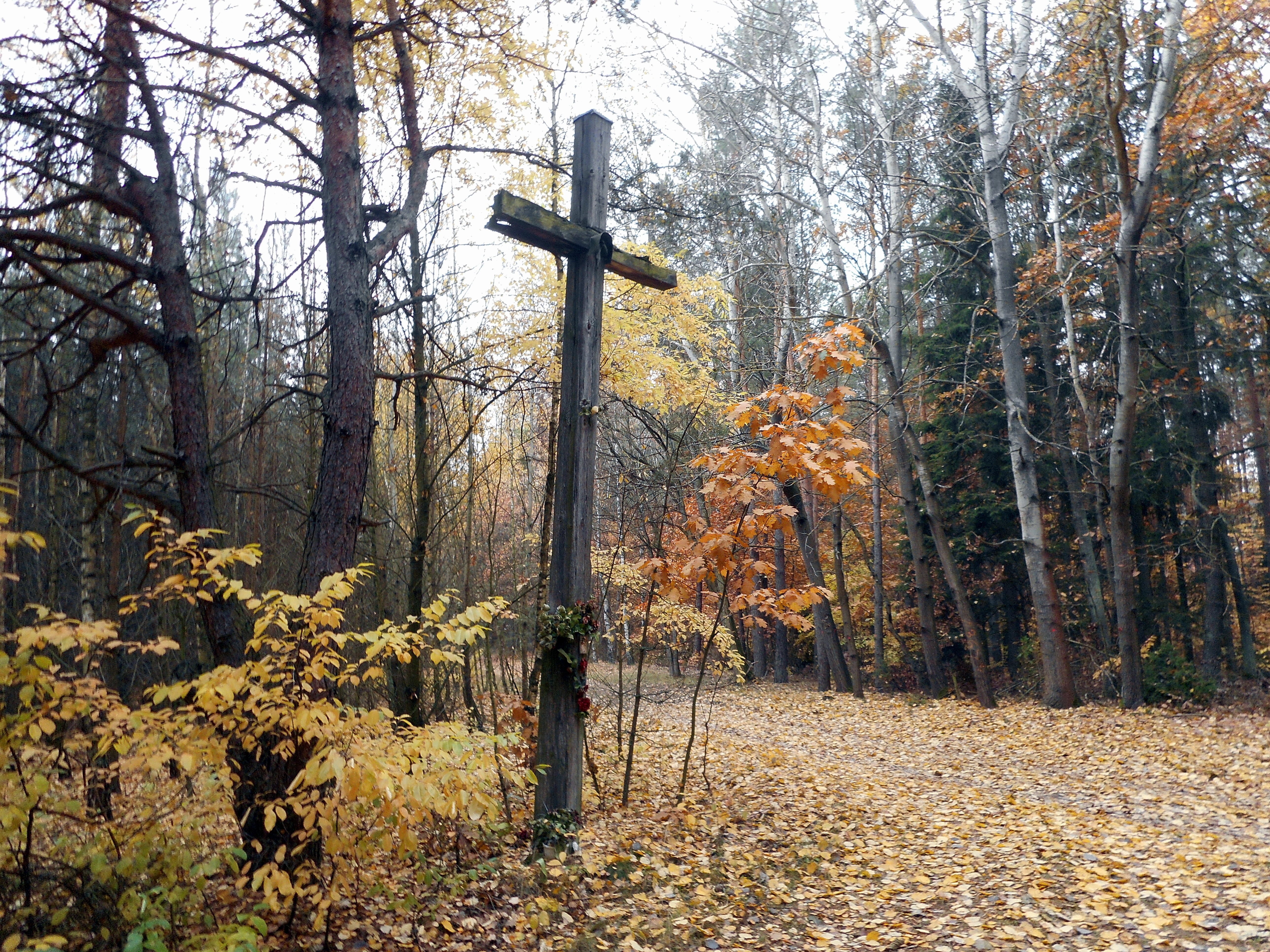
Jeden z drewnianych krzyży
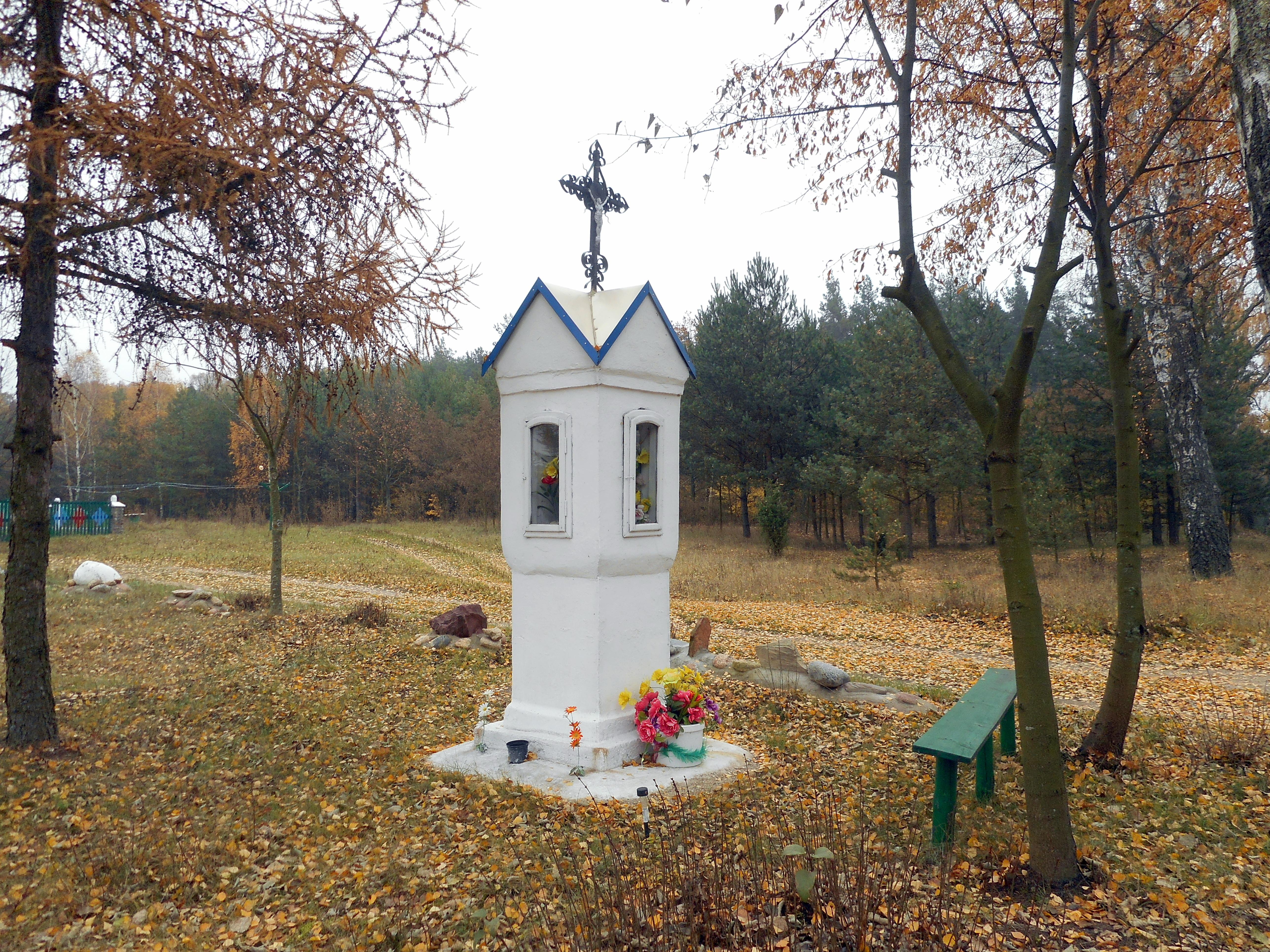
Murowana kapliczka
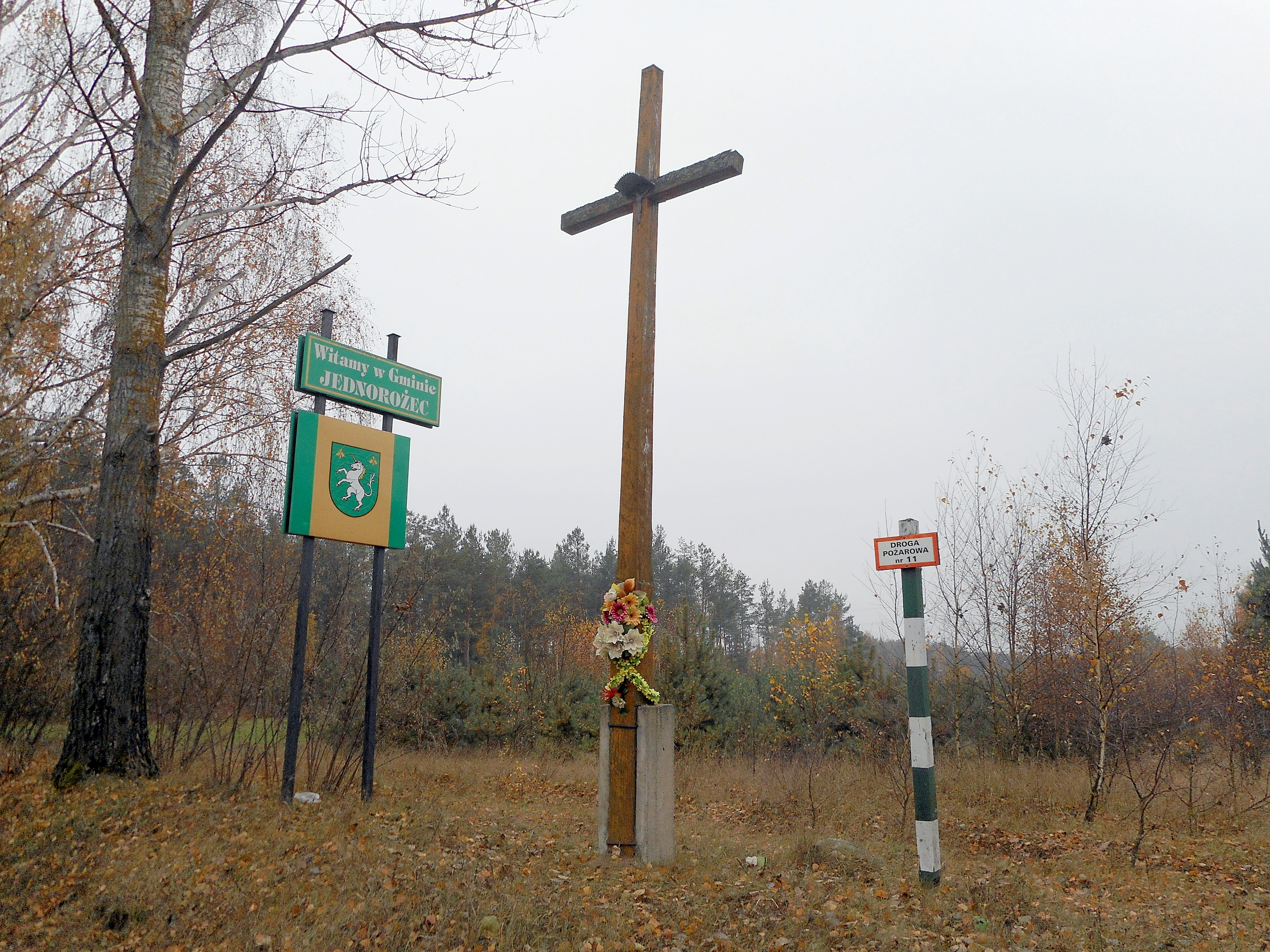
Krzyż przy wjeździe od strony Chorzel
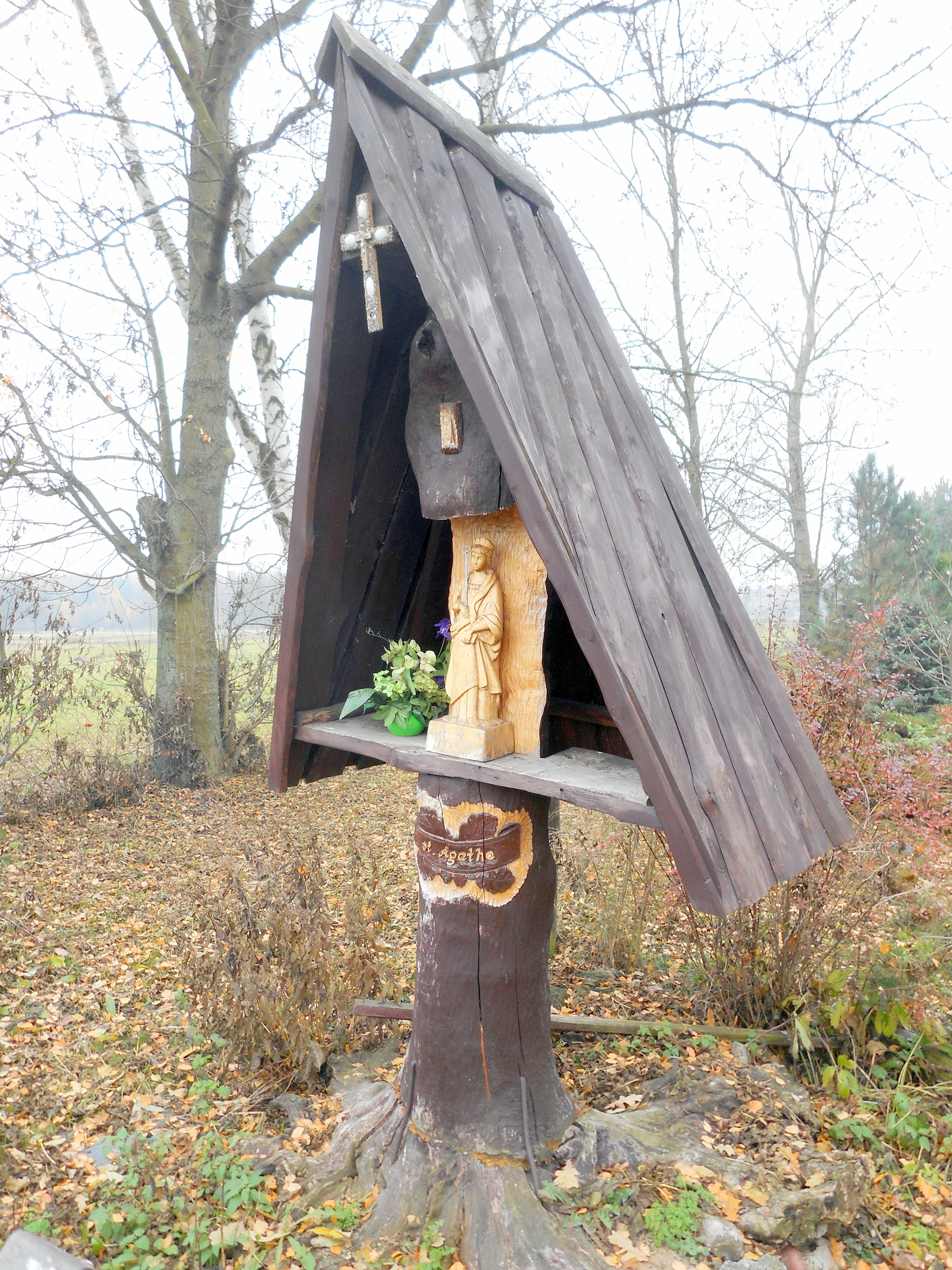
Kapliczka św. Agaty
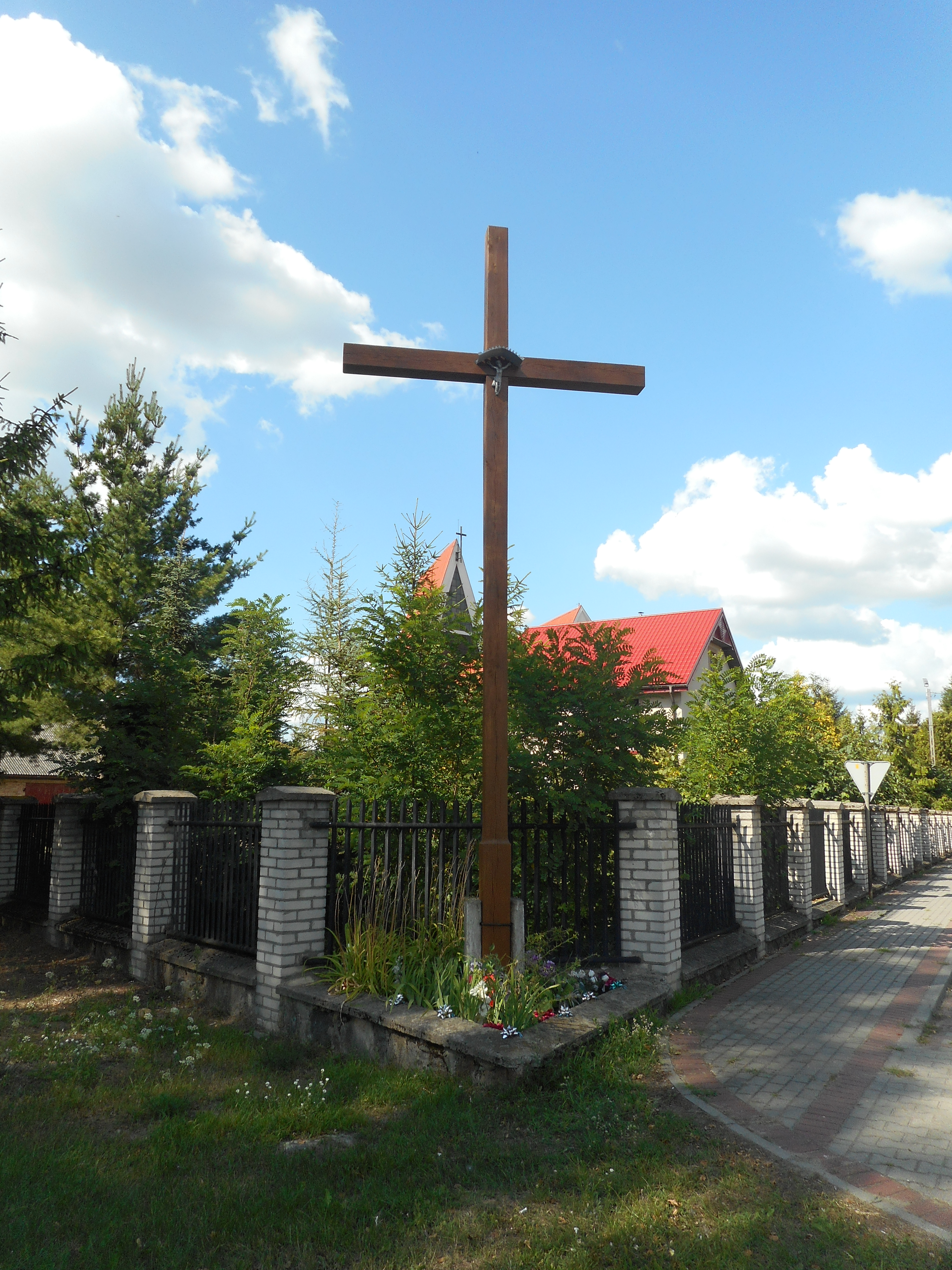
Krzyż z 2018